# رودني (ديلاوير)
رودني (بالإنجليزية: Rodney Village CDP, Delaware)‏ هي قرية تقع بولاية ديلاوير في الولايات المتحدة. تبلغ مساحتها 1.6 كم2، وترتفع عن سطح البحر 10.972800000000001 م، بلغ عدد سكانها 1,487 نسمة في عام 2010 حسب إحصاء مكتب تعداد الولايات المتحدة وتصل الكثافة السكانية فيها 929.4 نسمة لكل كيلومتر مربع (2,407.1/ميل2).

## التركيبة السكانية
حدّد مكتب تعداد الولايات المتحدة بيانات التركيبة السكانية لرودني في تعداد الولايات المتحدة. في ما يلي، التركيبة السكانية حسب تعدادي 2000 و2010.

### تعداد عام 2000
بلغ عدد سكان رودني 1,602 نسمة بحسب تعداد عام 2000، وبلغ عدد الأسر 596 أسرة وعدد العائلات 413 عائلة مقيمة في القرية. في حين سجلت الكثافة السكانية 1,001.2 نسمة لكل كيلومتر مربع (2,593.1/ميل2). وبلغ عدد الوحدات السكنية 630 وحدة بمتوسط كثافة قدره 393.8 لكل كيلومتر مربع (1,019.9/ميل2).
وتوزع التركيب العرقي للقرية بنسبة 49.13% من البيض و38.83% من الأمريكيين الأفارقة و0.75% من الأمريكيين الأصليين و4% من الأمريكيين ذوي الأصول الآسيوية و1.62% من الأعراق الأخرى و5.68% من عرقين مختلطين أو أكثر و6.24% من الهسبانيون أو اللاتينيون من أي عرق.
بلغ عدد الأسر 596 أسرة كانت نسبة 36.6% منها لديها أطفال تحت سن الثامنة عشر تعيش معهم، وبلغت نسبة الأزواج القاطنين مع بعضهم البعض 43.1% من أصل المجموع الكلي للأسر، ونسبة 19.6% من الأسر كان لديها معيلات من الإناث دون وجود شريك، بينما كانت نسبة 6.5% من الأسر لديها معيلون من الذكور دون وجود شريكة وكانت نسبة 30.7% من غير العائلات. تألفت نسبة 21.6% من أصل جميع الأسر من عدة أفراد يعيشون في نفس المنزل ونسبة 7.4% كانت تتألف من شخص يعيش بمفرده يبلغ من العمر 65 عاماً أو أكثر. وبلغ متوسط حجم الأسرة المعيشية 2.62، أما متوسط حجم العائلات فبلغ 3.06.
بلغ العمر الوسطي للسكان 33.6 عاماً. وكانت نسبة 26% من القاطنين تحت سن الثامنة عشر، وكانت نسبة 13.7% بين الثامنة عشر والرابعة والعشرين عاماً، ونسبة 25.7% كانت واقعةً في الفئة العمرية ما بين الخامسة والعشرين والرابعة والأربعين عاماً، ونسبة 21% كانت ما بين الخامسة والأربعين والرابعة والستين، ونسبة 11.2% كانت ضمن فئة الخامسة والستين عاماً فما فوق. يوجد لكل 100 أنثى 99.5 ذكر، ويوجد لكل 100 أنثى في الثامنة عشر من عمرها فما فوق 96.2 ذكر.
بلغ متوسط دخل الأسرة في القرية 40,875 دولارًا، أما متوسط دخل العائلة فبلغ 41,767 دولارًا. وكان متوسط دخل الذكور 28,676 دولارًا مقابل 23,750 دولارًا للإناث. وسجل دخل الفرد الخاص بالقرية 15,946 دولارًا. وكانت نسبة 5.1% من العائلات ونسبة 8.1% من السكان تحت خط الفقر، وكان من هؤلاء نسبة 11.3% تحت سن الثامنة عشر ونسبة 7.8% في الخامسة والستين من العمر وما فوق.

### تعداد عام 2010
بلغ عدد سكان رودني 1,487 نسمة بحسب تعداد عام 2010، وبلغ عدد الأسر 589 أسرة وعدد العائلات 358 عائلة مقيمة في القرية. في حين سجلت الكثافة السكانية 929.4 نسمة لكل كيلومتر مربع (2,407.1/ميل2). وبلغ عدد الوحدات السكنية 622 وحدة بمتوسط كثافة قدره 388.8 لكل كيلومتر مربع (1,007.0/ميل2).
وتوزع التركيب العرقي للقرية بنسبة 38.87% من البيض و49.29% من الأمريكيين الأفارقة و0.61% من الأمريكيين الأصليين و4.24% من الأمريكيين ذوي الأصول الآسيوية و2.42% من الأعراق الأخرى و4.57% من عرقين مختلطين أو أكثر و6.99% من الهسبانيون أو اللاتينيون من أي عرق.
بلغ عدد الأسر 589 أسرة كانت نسبة 30.4% منها لديها أطفال تحت سن الثامنة عشر تعيش معهم، وبلغت نسبة الأزواج القاطنين مع بعضهم البعض 33.1% من أصل المجموع الكلي للأسر، ونسبة 20.5% من الأسر كان لديها معيلات من الإناث دون وجود شريك، بينما كانت نسبة 7.1% من الأسر لديها معيلون من الذكور دون وجود شريكة وكانت نسبة 39.2% من غير العائلات. تألفت نسبة 28.7% من أصل جميع الأسر من عدة أفراد يعيشون في نفس المنزل ونسبة 7.6% كانت تتألف من شخص يعيش بمفرده يبلغ من العمر 65 عاماً أو أكثر. وبلغ متوسط حجم الأسرة المعيشية 2.49، أما متوسط حجم العائلات فبلغ 3.06.
بلغ العمر الوسطي للسكان 33.9 عاماً. وكانت نسبة 22.6% من القاطنين تحت سن الثامنة عشر، وكانت نسبة 14% بين الثامنة عشر والرابعة والعشرين عاماً، ونسبة 26.4% كانت واقعةً في الفئة العمرية ما بين الخامسة والعشرين والرابعة والأربعين عاماً، ونسبة 24.7% كانت ما بين الخامسة والأربعين والرابعة والستين، ونسبة 12.2% كانت ضمن فئة الخامسة والستين عاماً فما فوق. وتوزع التركيب الجنسي للسكان بنسبة 45.5% ذكور و54.5% إناث.